# Ligidium ghigii
Ligidium ghigii là một loài chân đều trong họ Ligiidae. Loài này được Arcangeli miêu tả khoa học năm 1928.